# Медово (област Добрич)
 За другите села с това име вижте Медово.  
Медово е село в Североизточна България. То се намира в община Добричка, област Добрич.

## Население
Преброяване на населението през 2011 г.
Численост и дял на етническите групи според преброяването на населението през 2011 г.:
|                     | Численост | Дял (в %) |
| Общо                | 61        | 100,00    |
| Българи             | 11        | 18,03     |
| Турци               | 0         | 0,00      |
| Цигани              | 0         | 0,00      |
| Други               | 0         | 0,00      |
| Не се самоопределят | 0         | 0,00      |
| Неотговорили        | 50        | 81,96     |